# Burschenschaft Arminia zu Leipzig
Die Burschenschaft Arminia zu Leipzig ist eine pflichtschlagende und farbentragende Leipziger Burschenschaft. Sie ist Mitglied im Dachverband Deutsche Burschenschaft. Ihre Mitglieder bezeichnen sich gegenseitig als Arminen und Bundesbrüder, ihre Ehefrauen als Bundesschwestern, wenn diese es möchten.
Sie ist die einzige Studentenverbindung der neuen Bundesländer, die schwerpunktmäßig den kulturellen Austausch mit Chile befördert. Seit 2001 organisiert die Aktivitas regelmäßig zweimal im Jahr die Chilenische Nacht in Leipzig sowie Reisen nach Südamerika. Anlässlich des Erdbebens in Chile im Jahr 2010 organisierte man Spendeninitiativen zur Erdbebenhilfe.
Seit Januar 2016 betreibt die Arminia einen zusätzlichen Aktivenbetrieb am Hochschulort Dresden.

## Couleur und Wahlspruch
Arminen tragen die Farben gold-rot-schwarz mit goldener Perkussion. Dazu wird eine karmesinrote Studentenmütze getragen. Ihr Wahlspruch lautet: Freiheit, Ehre, Vaterland!

## Geschichte

### Die Zeit bis 1945
Die Leipziger Burschenschaft Arminia wurde am 18. Juni 1860 durch fünf Medizinstudenten und fünf Theologiestudenten zunächst als allgemeine Studentenverbindung gegründet. Da die sächsische Regierung erst ein Jahr später wieder Burschenschaften duldete, führte sie diesen Titel ab dem Jahr 1861 offiziell. In der Folgezeit nach Gründung des Deutschen Kaiserreichs nahm Arminia eine „rote“ Ausrichtung an.
Den Vorsitz ihres Verbandes führte sie in den Jahren 1883 (damals noch Allgemeiner Deputierten Convent), und 1902.
An der 500-Jahr-Feier der Leipziger Universität im Jahr 1909 nahm die Arminia mit 53 anderen Studentenverbindungen und -Vereinen teil. Zum 600-Jahr-Jubiläum 2009 engagierte sie sich zusammen mit anderen Leipziger Studentenverbindungen im Korporierten Festausschuss. Die Aktiven Burschen engagierten sich ebenfalls bei anderen hochschulöffentlichen Jubiläumsinitiativen, wie dem Prag-Leipzig-Lauf oder der Begrünungsbewegung 600 Bäume.

Die Arminia als Mitglied der Deutschen Burschenschaft (1915)

Im Ersten Weltkrieg kämpften 176 Leipziger Arminen, 42 von ihnen fielen. 1915 wurde erstmals eine Vereinszeitschrift, die „Arminenzeitung“ verlegt, um die Kommunikation zwischen den Bundesbrüdern während des Krieges aufrechtzuerhalten. 1937 löste sich die Arminia auf Druck des NS-Regimes selbst auf. Ihre Mitglieder gründeten mit den Mitgliedern der Burschenschaften Dresdensia, Normannia und Germania die allgemeine Kameradschaft „Wartburg“. 1942 konnten sich die Arminen wieder in einer eigenen Kameradschaft, der Kameradschaft „Heinrich von Treitschke“ sammeln. Insgesamt fielen im Zweiten Weltkrieg 36 Bundesbrüder.

### Die Zeit nach 1945
In der sowjetischen Besatzungszone (SBZ)  wurden Studentenverbindungen verboten, wie sie auch später in der DDR verboten waren. Aus diesem Grund fusionierte die Leipziger Alt-Herrenschaft, eine Aktivitas gab es nicht, im Juni 1950 mit der Aktivitas und Alt-Herrenschaft der Frankfurter Burschenschaft Arminia zur Frankfurt-Leipziger Burschenschaft Arminia, mit dem Vorsatz, sobald es die politischen Verhältnisse zuließen, die Arminia als „einen Bund an zwei Hochschulorten“ zu etablieren.
Nach der deutschen Wiedervereinigung 1990 wurde die Burschenschaft Arminia zu Leipzig offiziell im November 1994 im dritten Anlauf in Leipzig wiedergegründet, ohne jedoch den gefassten Vorsatz vollständig zu verwirklichen.
In der Nacht vom 29. auf den 30. Juni 2023 kam es zu einem Brandanschlag auf das Haus, in dem die Burschenschaft Arminia ihren Sitz hat. Die Staatsanwaltschaft nahm Ermittlungen wegen versuchten Mordes und versuchter Brandstiftung mit Todesfolge auf.

## Verbindungshäuser
Eigene Immobilien besaß die Verbindung seit 1902, als ein Haus in der damaligen Poniatowskistraße 14 (heute Gottschedstraße) erworben wurde. 1928 erstand man stattdessen ein Haus an der Milchinsel, das 1937 unter Verlust wieder verkauft wurde. Das bei Bundesbrüdern ausgelagerte Mobiliar sowie restliche Besitztümer wurden im Februar 1944 während des zweiten großen Bombenangriffs auf Leipzig weitgehend zerstört. Nach 1994 zog sie wieder nach Leipzig, in die Hinrichsenstraße 1b.
2007 bezog die Arminia die Villa Lützow in Gohlis. Im Oktober 2016 konnte eine zusätzliche Konstante mit mehreren Aktivenzimmern in Dresden für die dort ansässigen Bundesbrüder eingeweiht werden.

## Freundschaftsverhältnisse
Die Arminia pflegt Freundschaftsverhältnisse mit der Freiburger Burschenschaft Teutonia seit 1897, der Gießener Burschenschaft Germania seit 1902 und mit der Frankfurt-Leipziger Burschenschaft Arminia seit 1996. Freundschaftliche Beziehungen führt sie seit 2003 mit der Alten Darmstädter Burschenschaft Germania und der Burschenschaft Araucania Santiago de Chile.

## Bekannte Mitglieder
- Julius Blau (1861–1939), Rechtsanwalt, Notar, jüdischer Gemeindefunktionär
- Gustav Boeters (1869–1942), Arzt
- Richard Bräutigam (1891–?), Archiv- und Bibliotheksdirektor
- Ernst Paul Brink (1856–1922), Oberbürgermeister von Glauchau
- Wilhelm Brink (1848–1912), Oberbürgermeister von Offenbach am Main
- Alfred Etienne (1885–1961), Kurdirektor von Bad Elster, Landrat in Grimma
- Franz Jung (1888–1963), Schriftsteller, Kommunist
- Franz Emil Jungmann (1846–1927), Professor für Philologe, Rektor der Thomasschule zu Leipzig
- Edmund Kurt Heller (1884–1954), Professor für Germanistik
- Sandro Hersel (* 1985), Politiker (AfD), ehemaliger Abgeordneter im Landtag von Mecklenburg-Vorpommern
- Robert Hofmann (1869–1943), Bürgermeister von Altenburg, 2. Bürgermeister von Leipzig
- Ernst Jerusalem (1845–1900), Generalsekretär der Nationalliberalen Partei
- Rudolf Körner (1892–1978), Turner, Olympiateilnehmer 1912
- Martin Kohlmann (* 1977), Rechtsanwalt Leipzig und Politiker (Pro Chemnitz, DSU, früher Republikaner)
- Friedrich Leipner (1896–1957), Landrat in Pirna
- Hermann Lorenz (1860–1945), Studiendirektor, Archivar und Heimatforscher
- Ludwig Müffelmann (1853–1927), Freimaurer, Schriftsteller
- Alfred Paul Neff (1853–1934), Oberbürgermeister von Saarbrücken
- Ernst Otto Schimmel (1889–1930), Oberbürgermeister von Glauchau
- Friedrich Herman Semmig (1820–1897), Schriftsteller und Lehrer
- Kurt Versock (1895–1963), General
- Felix Wahnschaffe (1851–1914), Geologe, Vorsitzender der Deutschen Geologischen Gesellschaft
- Arthur Wichmann (1851–1927), Professor für Geologie

Mitgliederverzeichnis:
- Willy Nolte (Hrsg.): Burschenschafter-Stammrolle. Verzeichnis der Mitglieder der Deutschen Burschenschaft nach dem Stande vom Sommer-Semester 1934. Berlin 1934. S. 1066–1067.

## Belege
1. ↑  Meyers Konversationslexikon. 5. Auflage, Leipzig 1896, Beilage zum Artikel Studentenverbindungen.
2. ↑  http://www.fcbd.de/erdbeben/intro.html
3. ↑  http://www.arminia-dresden.de
4. ↑  Die Welt: Versöhnung nach 600 Jahren
5. ↑  LKA ermittelt nach Brandanschlag auf Burschenschaftshaus in Leipzig. Abgerufen am 6. September 2023.
6. ↑  E. H. Eberhard: Handbuch des studentischen Verbindungswesens. Leipzig, 1924/25, S. 87.